# Igreja Presbiteriana da Reforma Americana
A Igreja Presbiteriana da Reforma Americana (IPRA) - em inglês American Reformation Presbyterian Church - foi uma denominação presbiteriana, formada em 1994, por igrejas que se separam da Igreja Presbiteriana na América por conflitos relacionados ao uso de imgens de Cristo.
Depois de 1997, apenas uma igreja permaneceu na denominação e esta se uniu à Igreja Presbiteriana Reformada - Presbitério de Hanover depois disto.

## História
Em 1994, um grupo de igrejas se separou da Igreja Presbiteriana na América, devido a um desacordo entre as igrejas de um dos presbitérios quanto ao uso de imagens de Cristo.
No, estas igrejas formaram a Igreja Presbiteriana da Reforma Americana (IPRA).
A denominação cresceu e iniciou obras missionárias em Myanmar.
Todavia, nos anos seguintes, a maior parte das igrejas que formaram a denominação voltaram para a Igreja Presbiteriana na América, tornaram-se independentes ou ingressaram em outra denominação. 
Em 1997, apenas a Primeira Igreja Presbiteriana de Rowlett (PIPR) permaneceu na denominação. 
Em 2004, a IPRA enviou delegados para participarem da Assembleia Geral da Igreja Presbiteriana Reformada do Pacto, quando esta estava em negociação para uma possível fusão com a Igreja Presbiteriana Reformada - Presbitério de Hanover (IPR-PH)..
Em 2006, a PIPR mudou de nome para Igreja Presbiteriana Reformada da Fé e ingressou na Igreja Presbiteriana Reformada - Presbitério de Hanover.